# Jerzy Łukosz
Jerzy Łukosz, pseud. Johann Keevus (ur. 17 stycznia 1958 we Wrocławiu) – polski prozaik, dramatopisarz, eseista, krytyk literacki oraz tłumacz literatury niemieckiej.
Ukończył germanistykę na Uniwersytecie Wrocławskim. Studiował także slawistykę na uniwersytecie w Ratyzbonie. W 1987 roku uzyskał stopień doktora za rozprawę o dziennikach Tomasza Manna. Debiutował jako prozaik w 1980 roku na łamach czasopisma „Odra”.

## Nagrody
- 1986 – nagroda im. Włodzimierza Pietrzaka za Dziedzictwo
- 1987 – nagroda im. Wyspiańskiego
- 1990 – nagroda im. Stanisława Piętaka
- 1992 – nagroda im. Stachury za niewydane wtedy jeszcze powieści Afgański romans i Jedno życie, czyli wędrówka dusz
- 1999 – Dolnośląski Brylant Roku za powieść Szczurołap z Ratyzbony
- 2005 – nominowany do Nagrody Literackiej Nike za książkę Lenora[1]

## Twórczość wybrana
- Afgański romans
- Byt bytujący. Esej o prozie
- Czarna kolia (Szczurołap z Ratyzbony)
- Dziedzictwo
- Imperia i prowincje. O literaturze niemieckojęzycznej i polskiej w dwudziestym wieku
- Języki prozy
- Klauzura w kuszetce. Dziennik
- Lenora
- Oko cyklonu. Dialog dzieł literackich: Austria - Niemcy - Szwajcaria
- Pasje i kantyleny. Szkice o literaturze niemieckojęzycznej
- Szeroka woda
- Śmierć puszczyka i inne utwory
- Terapia jako duchowa forma życia. Ja diaryczne Tomasza Manna